# Каребы
Каре́бы (бел. Карэбы) — деревня в составе Михеевского сельсовета Дрибинского района Могилёвской области Республики Беларусь.

## Население
- 1999 год — 102 человека
- 2010 год — 79 человек